# Hans Osthoff
Hans Osthoff, född 1857, död 1931, var en tysk astronom.
Osthoff verakde som försäkringsman i Köln. Han utgav 1916 en på noggranna skattningar av stjärnornas färger, där de inordnades i en numerisk skala från 1 (blåvita) till 10 (röda). Katalogen omfattade alla stjärnor ljusar än 5:e storliken som om -10° deklination samt en del ljussvagare, tillsammans 2.520 objekt.